# Cypholomia crypsibela
Cypholomia crypsibela là một loài bướm đêm trong họ Crambidae.